# Переменные действие — угол
Переменные действие — угол — пара канонически сопряженных переменных классической механической системы, в которой роль импульса играет переменная действия — адиабатический инвариант.
Производящей функцией для канонического преобразования в новых переменных является функция
{\displaystyle S_{0}(q,E)=\int p(q,E)dq},
где {\displaystyle E} — энергия — однозначно связана с адиабатическим инвариантом {\displaystyle I}.
Канонически сопряженная к переменной действия угловая переменная {\displaystyle \theta } определяется как
{\displaystyle \theta ={\frac {\partial S_{0}(q,I)}{\partial I}}}.
Уравнения движения в переменных «действие — угол» имеют очень простой вид:
{\displaystyle {\dot {I}}=0},
{\displaystyle {\dot {\theta }}={\frac {dE}{dI}}=\omega (I)}.
Таким образом, адиабатический инвариант {\displaystyle I} является интегралом движения, а угловая переменная возрастает со временем по линейному закону. За один период угловая переменная увеличивается на {\displaystyle 2\pi }. Переменные координата {\displaystyle q} и импульс {\displaystyle p} являются периодическими функциями угловой переменной.

## Пример
Найдем переменные «действие — угол» для гармонического осциллятора
{\displaystyle E={\frac {1}{2}}(p^{2}+\omega ^{2}q^{2})\implies p(E,q)=\pm {\sqrt {2E-\omega ^{2}q^{2}}}}.
По определению
{\displaystyle I={\frac {1}{2\pi }}\oint p(E,q)dq={\frac {1}{\pi }}\int _{-{\frac {\sqrt {2E}}{\omega }}}^{\frac {\sqrt {2E}}{\omega }}{\sqrt {2E-\omega ^{2}q^{2}}}dq={\frac {E}{\omega }}}.
А значит, производящая функция канонического преобразования имеет вид
{\displaystyle S_{0}(I,q)=\omega \int ^{q}{\sqrt {{\frac {2I}{\omega }}-x^{2}}}dx}
По определению переменной «угол»
{\displaystyle \theta ={\frac {\partial S_{0}}{\partial I}}=\int ^{q}{\frac {dx}{\sqrt {{\frac {2I}{\omega }}-x^{2}}}}=\arcsin {\frac {q}{\sqrt {\frac {2I}{\omega }}}}}
Координата {\displaystyle q} и импульс {\displaystyle p} выражаются тогда через переменные «действие — угол» следующим образом:
{\displaystyle q={\sqrt {\frac {2I}{\omega }}}\sin \theta }.
{\displaystyle p={\frac {\partial S_{0}}{\partial q}}=\omega {\sqrt {{\frac {2I}{\omega }}-q^{2}}}={\sqrt {2I\omega }}\cos \theta }